# Operation Thunderbolt
Operation Thunderbolt (オペレーションサンダーボルト?, Operēshon Sandāboruto) è un videogioco arcade sviluppato e pubblicato da Taito nel 1988. Esso è il sequel di Operation Wolf e ne ricalca le dinamiche di gioco, uno sparatutto su rotaia. Si interagisce con due mitragliatrici riprodotte fedelmente di tipo Uzi, montate direttamente sul suo cabinato e inclinabili in tutte le direzioni. Fu convertito per la console SNES e, dalla Ocean Software, per diversi home computer dell'epoca; quella per Amstrad CPC venne convertita, con poche modifiche, anche per la console derivata Amstrad GX4000. Venne incluso nella raccolta Taito Legends del 2005 per Xbox, PC e PlayStation 2.
L'originale arcade fu in testa alle classifiche europee alla fine del 1988 e le conversioni furono giudicate molto bene dalla maggior parte delle riviste di settore contemporanee.
Il titolo è anche uno dei nomi dell'Operazione Entebbe, un'incursione per la liberazione di ostaggi realmente avvenuta, quindi potrebbe essere un riferimento alla stessa. Uno dei game designer, Hiroyuki Sakō, ha dichiarato in un'intervista del 2020 che il team abbia tratto ispirazione per ultimarlo dal film Delta Force, interpretato da Chuck Norris.

## Trama
Un aereo di linea DC-10 è stato dirottato dalla linea Parigi-Boston da un commando armato terroristico, il quale prende in ostaggio i passeggeri statunitensi e chiede la liberazione immediata dei loro comandanti detenuti in prigione, e poi dà un ultimatum di 24 ore, pena la loro condanna a morte. L'aereo viene costretto ad atterrare a Kalubya, in Africa (la mappa nell'introduzione la mostra come se fosse la Libia), e gli ostaggi vengono divisi e portati in varie sue località. La CIA decide di intervenire inviando in soccorso un esperto combattente mercenario, Roy Adams, colui che ha portato a termine l'operazione Wolf un anno prima. Insieme a lui interverrà anche lo specialista in guerriglia tattica e berretto verde, amico di Roy, Hardy Jones. I due vengono inviati con un idrovolante nella zona di guerra con la missione di liberare tutti gli ostaggi.
I due percorrono a piedi un villaggio, poi irrompono con un raid in un deposito nemico, dove si impadroniscono di un fuoristrada. Viaggiando a bordo del mezzo affrontano elicotteri e carri armati. Dopo aver salvato gli ostaggi dal bunker nemico fuggono via fiume, affrontando alla fine il primo boss ossia un robusto soldato con un occhio bendato. A bordo di un motoscafo raggiungono il quartier generale nemico dove liberano altri ostaggi. Sulla pista dell'aeroporto devono creare una via di fuga sicura per tutti i liberati, e poi raggiungere l'aereo dirottato. L'ultimo livello è a bordo dell'aereo, dove alla fine si trova il comandante dei dirottatori: si deve ucciderlo cercando di evitare di colpire il pilota che tiene in ostaggio come scudo umano.

### Versione SNES
Pur mantenendo la stessa storia sono stati apportati dei cambiamenti solo nelle situazioni: qui la linea dirottata dai terroristi è la Montréal-Atene, mentre a chiedere il rilascio dei comandanti (detenuti in Francia e in Germania) non è il commando stesso, bensì un generale e dittatore dell'immaginaria Repubblica Popolare di Bintazi, chiamato Abul Bazarre. E infine, a mandare qualcuno per la missione non è la CIA ma una fittizia organizzazione ispirata all'ONU, guidata dal colonnello Jones.

## Modalità di gioco
L'azione di Operation Thunderbolt, per uno o due giocatori in cooperazione simultanea, si svolge su otto livelli pieni di nemici sempre più agguerriti, sotto forma di fanteria o veicoli. Impugnando la mitragliatrice bisogna sparare in tutti i lati dello schermo di gioco, non si ha un mirino sullo schermo quindi per sparare con precisione bisogna orientarsi a vista. È presente anche l'effetto della vibrazione quando si spara, in modo da dover impugnare le Uzi molto saldamente per avere una mira precisa. Come arma secondaria si ha una piccola quantità di granate. Ciascun giocatore ha una sola vita e una barra di energia che cala subendo colpi o, in alcune situazioni, colpendo accidentalmente eventuali ostaggi. Durante l'azione si possono recuperare, sparando a delle casse o a degli animali (cane e gatto in questo sequel) cartucce, granate, energia aggiuntiva (anche qui nel formato bevanda energetica), giubbotto antiproiettile e mirino laser. A seconda dei livelli lo scorrimento automatico dello schermo è in orizzontale, da destra a sinistra, oppure in avanti con visuale tridimensionale.
Le conversioni per piattaforme domestiche furono relativamente fedeli, conservando la modalità a due giocatori e gli otto livelli anche sui computer meno potenti. A differenza di Operation Wolf, in alcune versioni non c'è un mirino visibile a video, a meno che si riesca a ottenere il mirino laser. Fu uno dei rari giochi per Commodore 64 a supportare la pistola ottica e il mouse, supportati anche su SNES.

## Personaggi
- Roy Adams - Agente segreto mercenario ex berretto verde. Esperto in armi d'assalto e guerra stealth. Ha combattuto con successo operazioni in: Vietnam, Congo e Nicaragua.[N 1] Ha completato con successo l'operazione Wolf.
- Hardy Jones - Agente segreto mercenario ex berretto verde. Abile in guerra tattica, mitragliatrici pesanti ed esplosivi. Al suo attivo ha operazioni eseguite con successo in Vietnam, Cile, Zaire, Libano, Angola e Congo.[N 1]

Di seguito sono elencati i sei principali esclusivi della versione SNES di Operation Thunderbolt, i quali prendono il posto dei due sopracitati:
- Dan Burnett - Militare statunitense di grado capitano (No. 7448825), equipaggia una M-16A1. Onorato come "Legion of Honour" e "Silver Star" ha prestato servizio nel Golfo Persico, Somalia e Kosovo.
- Kinte Menbitsu - Militare nigeriano di grado capitano (No. 9500133), equipaggia una Savage M77E. Onorato come "Service Cross" ha prestato servizio in Namibia, Etiopia e Somalia.
- Shin Miyamoto - Militare giapponese di grado tenente (No. 4901277), equipaggia una M-16A1. Onorato come "Medal of Bravery" ha prestato servizio in Cipro, Golfo Persico e Cambogia.
- Chamkaur Singh - Militare indiano di grado sergente (No. 6440071), equipaggia una USM60. Onorato come "Cross of Valour" e "Legion of Honour" ha prestato servizio in Libano, Etiopia e Mozambico.
- Sonja Thiessen - Militare norvegese di grado tenente (No. 3314109), equipaggia una Ingram M-11. Onorata come "Cross of Valour" ha prestato servizio in Eritrea, Cipro e Cambogia.
- Erica Whitney - Militare statunitense di grado sergente maggiore (No. 1576248), equipaggia una Ingram M-11. Onorata come "Cross of Valour" ha prestato servizio in Libano, Golfo Persico e Somalia.